# Around and Around
"Around and Around" es una canción de rock de 1958 escrita e interpretada por primera vez por Chuck Berry. Fue publicado más tarde como lado B del sencillo "Johnny B. Goode" el 31 de marzo de 1958.

## Otras versiones

### Versión de the Rolling Stones

#### Antecedentes
The Rolling Stones grabaron la canción para su EP Five by Five y su segundo álbum estadounidense 12 × 
5 en 1964. En octubre del mismo año, ellos interpretaron la canción en su primera aparición en The Ed Sullivan Show. También fue incluido en su álbum en vivo de 1977, Love You Live.

### Personal
- Mick Jagger – voz
- Keith Richards – guitarra líder
- Brian Jones – guitarra rítmica
- Bill Wyman – bajo
- Charlie Watts – batería
- Ian Stewart – piano

### Versión de David Bowie

#### Antecedentes
David Bowie grabó la canción en 1971, producida por Ken Scott, bajo el título de "Round and Round". Fue publicado como lado B del sencillo "Drive-In Saturday" en abril de 1973. Esta es una de las grabaciones más raras de Bowie. La mezcla original de sencillo fue incluida en el álbum recopilatorio Rare (1982) y Re:Call 1, como parte de la caja recopilatoria Five Years (1969–1973) (2015).

#### Otros lanzamientos
- La canción fue publicado como lado B del sencillo "Drive-In Saturday" el 6 de abril de 1973.[5]
- La canción ha aparecido en numerosos álbumes compilatorios de David Bowie:
  - Rare (1982)
  - Sound + Vision (1989)
- Está versión de la canción, originalmente publicada como lado B en el Reino Unido, estuvo disponible en formato digital y CD por primera vez en 2015, en Re:Call 1, como parte de la caja recopilatoria Five Years (1969–1973).[8]

#### Créditos
Créditos adaptados desde the Bowie Bible.
- David Bowie – voz principal
- Mick Ronson – guitarra eléctrica
- Trevor Bolder – bajo eléctrico
- Mick Woodmansey – batería